# Amerigo Vespucci (A 5312)
El Amerigo Vespucci es un buque escuela de la Marina Militar de Italia, construido en 1930. Fue diseñado por Francesco Rotundi, teniente coronel del Genio Navale. El 15 de octubre de 1931, en el puerto de Génova, recibió la bandera de combate en manos de su primer comandante, Augusto Radicati di Marmorito.
Su cometido fue el de acompañar al velero Cristoforo Colombo en las labores de adiestramiento, hasta el final de la Segunda Guerra Mundial. Su motto es: «Non chi comincia ma quel che persevera» («No el que empieza, sino el que persevera»).

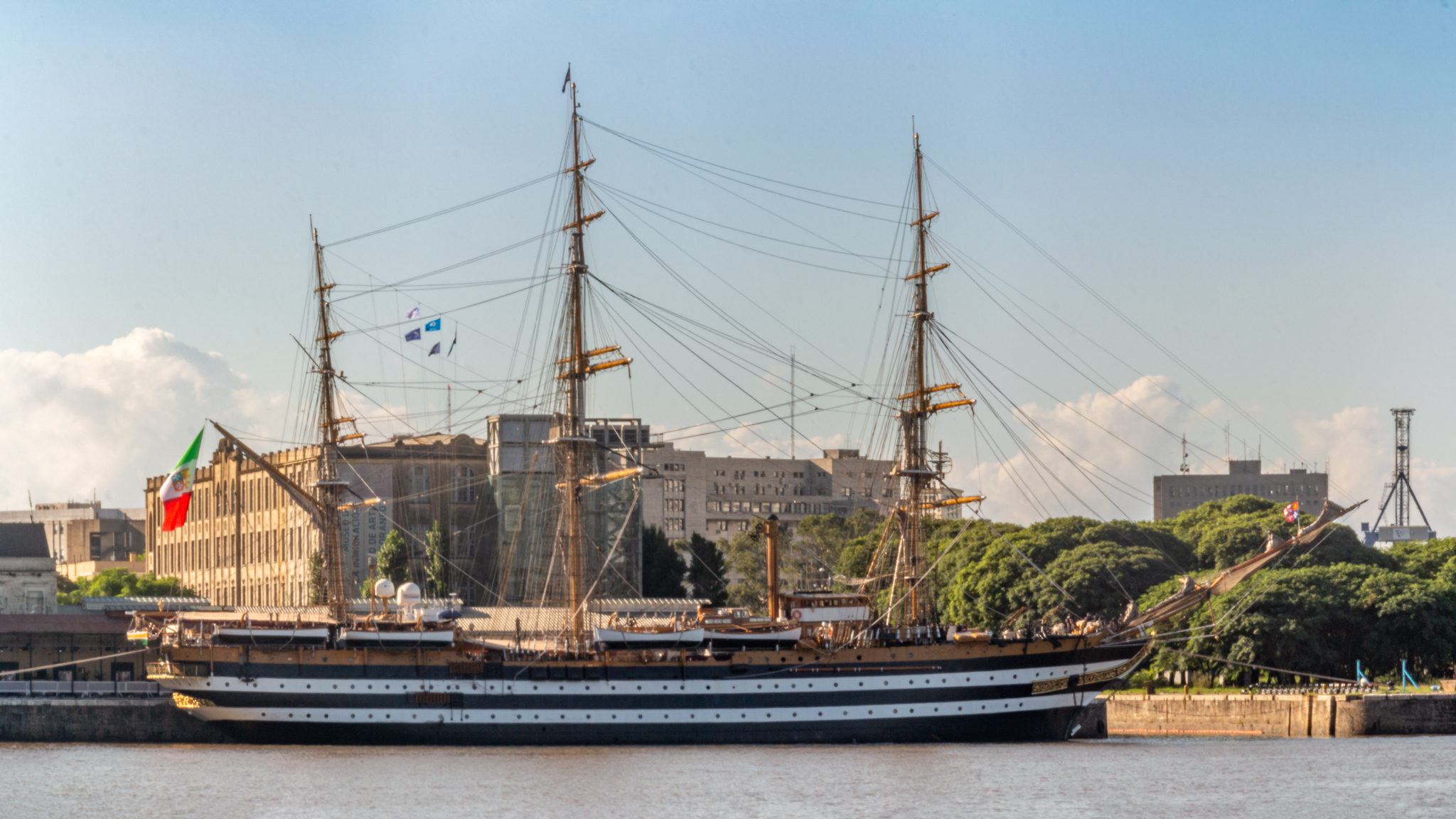
El Amerigo Vespucci A 5312, en su visita a la Argentina, marzo 2024.

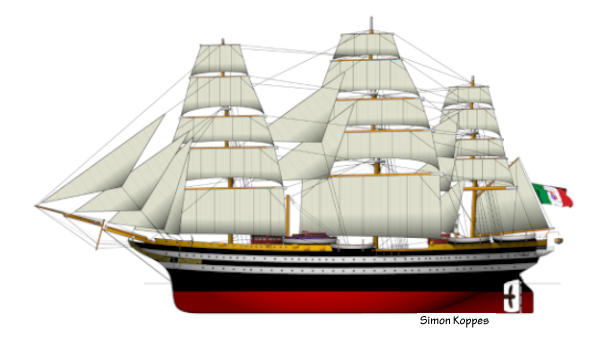
Dibujo de Amerigo Vespucci